# SL65.0155
SL65.0155 je selektivni parcijalni agonist 5-4 receptora ( (relativno na 5-)). On potencijalno poboljšava spoznaju, učenje, i memoriju, a poseduje i antidepresivna svojstva. SL65.0155 je bio u fazi II kliničkih ispitivanja tokom 2004-2006 za lečenje amnezije i demencije.

## Literatura
- Roth, Bryan L. (2006). The Serotonin Receptors: From Molecular Pharmacology to Human Therapeutics (The Receptors). Totowa, NJ: Humana Press. ISBN 978-1-58829-568-2.